# Epitymbiini
De Epitymbiini zijn een geslachtengroep van vlinders in de onderfamilie Tortricinae van de familie bladrollers (Tortricidae).

## Taxonomie
De groep bevat de volgende geslachten:

- Aeolostoma Meyrick, 1910
- Anisogona Meyrick, 1881
- Asthenoptycha Meyrick, 1881
- Capnoptycha Meyrick, 1920
- Capua Stephens, 1834
- Cleptacaca Diakonoff, 1953
- Epitymbia Meyrick, 1881
- Goboea Walker, 1866
- Macrothyma Diakonoff, 1952
- Meritastis Meyrick, 1910
- Mimeoclysia Diakonoff, 1941
- Pandurista Meyrick, 1918
- Polydrachma Meyrick, 1928
- Rhomboceros Meyrick, 1910
- Sperchia Walker, 1869
- Trychnophylla Turner, 1926

1. ↑  Epitymbiini Genus Informatie BioLib. biolib.cz. Geraadpleegd op 11 december 2023.